# Куріпко Євген Сергійович
Євген Сергійович Куріпко (12 травня 1938, с. Вітольдів Брід, Одеська область (тепер с. Брід, Первомайський район, Миколаївська область) — 29 січня 2016, м. Київ) — заслужений працівник культури України, телевізійний оператор, ветеран українського телебачення.

## Біографія
Євген Сергійович Куріпко народився в 1938 році.
Навчався в театральному училищі в Одесі 4 роки, потім проходив практику на кіно — у віці 16-18 років. У 18 років після закінчення училища отримав направлення в Міністерстві культури в Київський театр юного глядача, згодом отримав нове направлення в Хмельницький драматичний театр начальником освітлювального цеху. Проходив військову службу на Балтійському флоті. Навчався в Дніпропетровському електротехнічному інституті. Працював на Дніпропетровському обласному телебаченні. 1967 року почав працювати в Києві на Центральному каналі українського телебачення.
Як оператор-постановник був автором програм українського телебачення «Вечірня казка з Дідом Панасом», «Надвечір'я з Тамарою Щербатюк». Оператор прямих ефірів засідань Уряду, Верховної Ради, концертів та подій державного значення.
Указом президента України Л. М. Кравчука від 10.03.1994 р. нагороджений почесним званням «Заслужений працівник культури України».
Євген Куріпко роботі на телебаченні віддав понад 55 років свого життя. Продовжував працювати на різних проектах UA: Перший до листопада 2015 року.
Пішов з життя 29 січня 2016 року після тривалої хвороби.

## Відзнаки та нагороди
- Заслужений працівник культури України (1994 р.)
- Заслужений діяч мистецтв України» (до 2001)
- Почесний працівник Національного телебачення України (2008 р.)